# Thermen van Nero
De Thermen van Nero (Latijn:Thermae Neronianae) was een openbaar thermencomplex in het oude Rome.

## Ontstaan en ligging
De thermen werden door keizer Nero gebouwd in 62 n.Chr. in het midden van het Marsveld, ten noorden van de Thermen van Agrippa. Ze lagen tussen het later gebouwde Stadion van Domitianus (nu de Piazza Navona) en het Pantheon. De Thermen van Nero waren na de Thermen van Agrippa het 2e keizerlijke badcomplex in de stad. Het bouwwerk raakte in de 2e eeuw in verval en brandde zelfs deels af.

## Thermen van Alexander Severus
Het complex werd echter in 227 door Alexander Severus herbouwd, waarna het zijn naam kreeg: voortaan werden het de Thermen van Alexander Severus. Onder deze naam bleven de thermen ook bekend. Onder de Piazza Madama zijn enkele restanten van de thermen bewaard gebleven. Twee zuilen uit deze tijd zijn bewaard gebleven en staan tegenwoordig aan de Via di Sant'Eustachio.

## Indeling
Nero's thermen waren een hervorming in de thermenbouw. Het gebouw was in twee identieke delen verdeeld rond een middelpunt met evenveel kamers in de twee delen. Vanaf dat moment werd in heel het Romeinse Rijk met symmetrie gewerkt. Dit is het eerste, en ook het oudste, gebouw dat deze indeling had; het kreeg navolging in de latere thermen. Nero liet hier ook een voorloper van het gymnasium (sporthal) maken, maar dat brandde spoedig af na de voltooiing. Dit gymnasium stond waarschijnlijk op de plek waar keizer Domitianus zijn stadion bouwde.
| Plan van het centrale Marsveld |
| --- |
| Thermen van Nero Stadion van Domitianus Pantheon Basilica van Neptunus Thermen van Agrippa Stagnum? Odeum van Domitianus Insulae uit de Hadriaanse tijd Magazijnen ? Magazijnen ? Magazijnen ? Saepta Iulia Diribitorium Porticus Divorum Aqua Virgo Boog van Claudius Porticus Vipsania Kazerne van de Ie cohorte van de Vigiles Iseum Tempel van Minerva Chalcidica Altaar van Mars Via Flaminia Via Flaminia Tempel van Hadrianus Tempel van Matidia Theater van Pompeius Tempels van de Largo Argentina Porticus van Minucius Zuil van Marcus Aurelius T. van M. Aurelius en Faustina (?) Boog van M. Aurelius (?) Zuil van Antoninus Pius Ustrinum van Faustina de Oudere Ustrinum van Faustina de Jongere Via Recta Porticus en tempel van Bonus Eventus Porticus van Pompeius Arcus Novus Porticus van Meleager Porticus van de Argonauten Piazza della Rotonda Villa Publica |

## Werking
Seneca had zijn werkkamer boven de thermen en gaf in Brieven aan Lucilius een aardig beeld van de activiteiten die er plaatsvonden (en hem beletten zich te concentreren):
Als de atleten trainen met loden gewichten hoor ik hun hijgende en piepende ademhaling. Ik hoor de hand van de masseur kletsen tegen iemands rug. Als opeens de balspeler eraan komt en tot ik weet niet hoeveel begint te tellen, ben je verloren. Voeg daar de ruziemaker aan toe, de betrapte dief en zij die met veel kabaal het zwembad in plonzen. Denk aan de onthaarder die een schelle kreet slaakt om reclame voor zichzelf te maken en anderen aanzet tot gillen als hij hun okselhaar scheert. Dan zijn er nog de drankverkoper, de worstenman, de banketbakker en de verkopers die met een merkwaardige stembuiging hun waar aanprijzen.
Thermen van Agrippa · Thermen van Nero · Thermen van Titus · Thermen van Trajanus · Thermen van Caracalla · Thermen van Alexander Severus · Thermen van Decius · Thermen van Diocletianus · Thermen van Constantijn